# Jordbävningen i Kaskadien 1700
Jordbävningen i Kaskadien 1700 var en stor jordbävning som skall ha inträffat den 26 januari 1700 vid Nordamerikas västkust. Den skall ha uppnått en styrka av 9 på momentmagnitudskalan. Jordbävningen skall också ha orsakat en tsunami.
Nordamerikas västkust var på den tiden främst bebodd av nordamerikansk ursprungsbefolkning, vilka använde sig av muntlig berättelsetradition.

### Fotnoter
1. ↑  ”USGS Scientist Shows Evidence for 300-Year-Old Tsunami to Participants in International Tsunami Training Institute” (på engelska). USGS. oktober 2007. Arkiverad från originalet den 11 maj 2008. https://web.archive.org/web/20080511222845/http://soundwaves.usgs.gov/2007/10/outreach3.html. Läst 4 oktober 2015.
2. ↑  ”900 högriskbyggnader i området: Seattle hotas av jordbävning”. Alt om vetenskap. 16 juni 2009. http://www.alltomvetenskap.se/nyheter/seattle-hotas-av-jordbavning. Läst 4 oktober 2015.
3. ↑  Ruth S. Ludwin, Robert Dennis, Deborah Carver, Alan D. McMillan, Robert Losey, John Clague, Chris Jonientz-Trisler, Janine Bowechop, Jacilee Wray and Karen James, "Dating the 1700 Cascadia Earthquake: Great Coastal Earthquakes in Native Stories" Arkiverad 24 juli 2015 hämtat från the Wayback Machine.. Seismological Research Letters (volym 76, nummer 2), mars/april 2005.